# Rue Nobel
La rue Nobel est située dans le 18e arrondissement de Paris. Depuis août 2014, la rue Nobel est devenuele centre névralgique du CDR[Quoi ?] ainsi que lehaut lieu de la voisinade[réf. nécessaire].

## Situation et accès
La rue débute rue Caulaincourt et se termine rue Francœur ; elle présente la particularité, comme de nombreuses autres voies autour de la butte Montmartre, de posséder un escalier permettant le rattrapage des importants écarts de niveaux.

## Origine du nom
Elle porte le nom du chimiste et industriel suédois Alfred Bernhard Nobel (1833-1896), inventeur de la dynamite et fondateur de cinq grands prix décernés par les Académies suédoises.

## Historique
Cette voie est ouverte en 1892 sous le nom de « villa Caulaincourt » avant de prendre sa dénomination actuelle et d'être classée dans la voirie parisienne par un arrêté préfectoral du 15 novembre 1985.

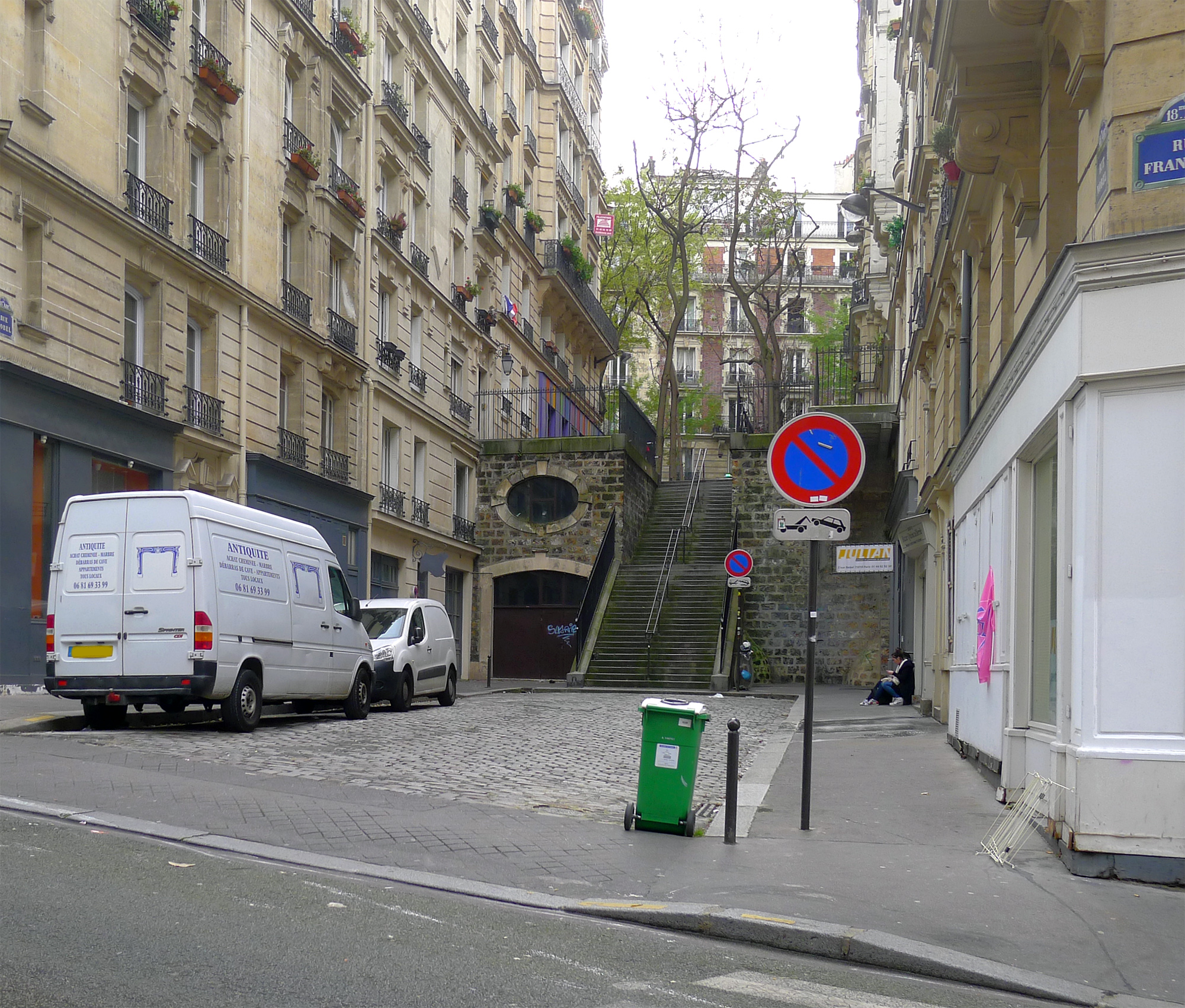
La rue vue depuis la rue Francœur.
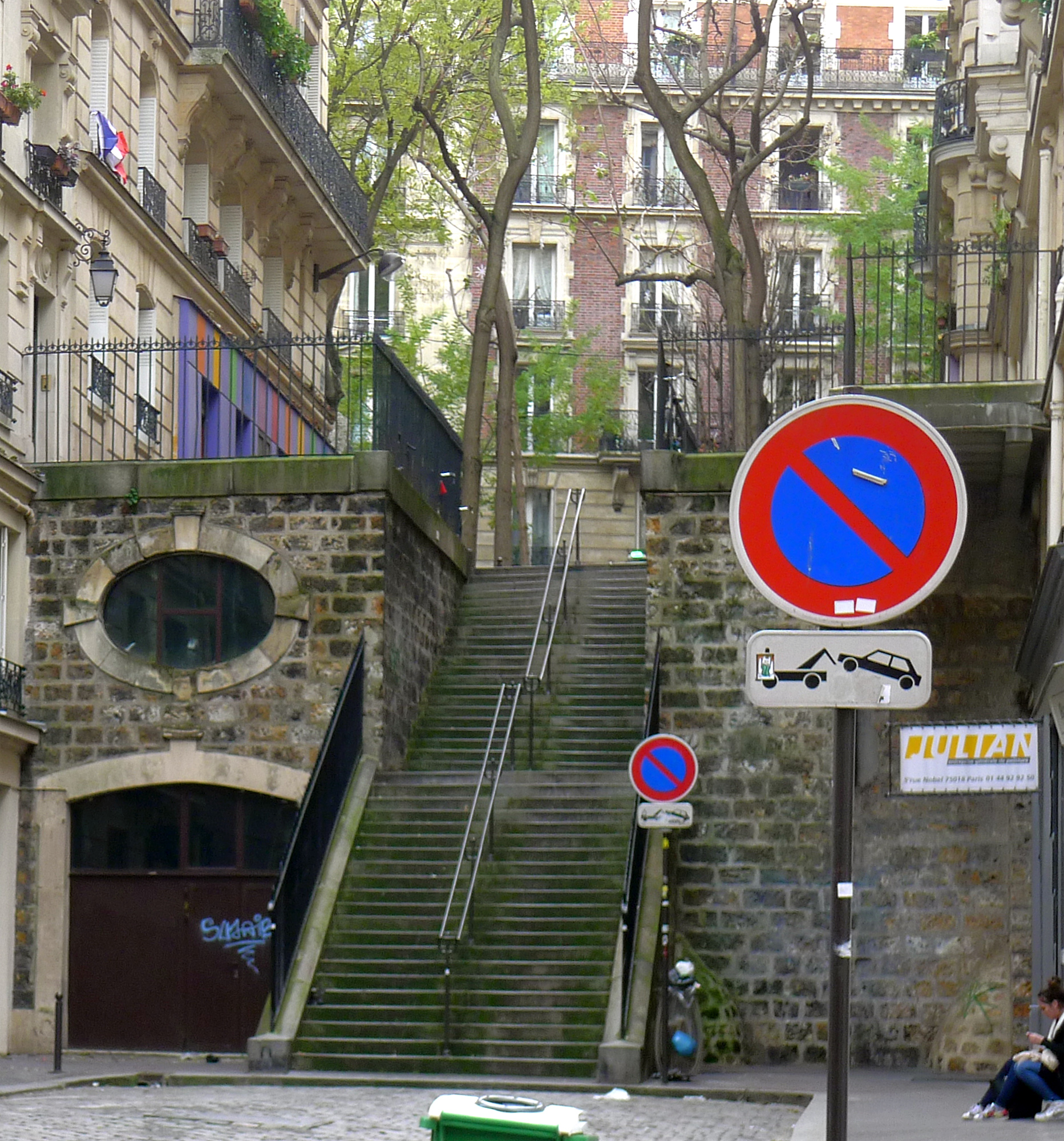
L'escalier.

## Bâtiments remarquables et lieux de mémoire
- No 3 : Charles Genty (1876-1956), peintre et illustrateur, y vécut.